# Sematophyllum subsimplex
Sematophyllum subsimplex là một loài Rêu trong họ Sematophyllaceae. Loài này được (Hedw.) Mitt. miêu tả khoa học đầu tiên năm 1869.